# 오스굿관박쥐
오스굿관박쥐(Rhinolophus osgoodi)는 관박쥐과에 속하는 박쥐의 일종이다. 중국의 토착종이다. 학명과 일반명은 미국 동물학자 오스굿(Wilfred Hudson Osgood)의 이름에서 유래했다.

## 특징
작은 박쥐로 몸길이는 52~54mm, 전완장은 41~46mm이고, 꼬리 길이는 17~21mm이다. 발 길이는 8~9mm, 귀 길이는 12~20mm이다. 등 쪽 털은 밝고 불그스레한 갈색인 반면에 배 쪽은 약간 밝은 회색빛을 띤다. 귀는 크다.

## 생태
동굴 속에서 생활한다. 먹이는 곤충이다.

## 분포 및 서식지
분포 지역은 중국 윈난성 북서부 한 곳, 모식산지만이 알려져 있다. 2003년 같은 지역에서 포획된 종이 같은 종으로 추정된다.